# فيلي كامبل (لاعب كرة قدم)
فيلي كامبل (بالإنجليزية: Willie Campbell)‏ (1 يناير 1900 بدنفيرملين في المملكة المتحدة - ) هو لاعب كرة قدم بريطاني في مركز الدفاع. لعب مع مانشستر سيتي وهدرسفيلد تاون ونادي ألوا أثليتيك ونادي كاودينبيث لكرة القدم.